# Lista över sommarvärdar under 1990-talet
Detta är en kronologisk lista över personer som varit sommarpratare, det vill säga värdar för radioprogrammet Sommar i P1 under 1990-talet.
För andra decennier se:
<<
1950-talet |
1960-talet |
1970-talet |
1980-talet |
1990-talet | 
2000-talet | 
2010-talet |
2020-talet 
>>
|            | År                       | År                                | År                     | År                     | År                       | År                        | År                        | År                                | År                      | År                                                                          |
| Datum      | 1990                     | 1991                              | 1992                   | 1993                   | 1994                     | 1995                      | 1996                      | 1997                              | 1998                    | 1999                                                                        |
| ---------- | ------------------------ | --------------------------------- | ---------------------- | ---------------------- | ------------------------ | ------------------------- | ------------------------- | --------------------------------- | ----------------------- | --------------------------------------------------------------------------- |
| 7 juni     |                          |                                   |                        |                        |                          |                           |                           |                                   | Lennart Bernadotte      |                                                                             |
| 8 juni     |                          |                                   |                        |                        |                          |                           |                           | Jörgen Cederberg                  | Anette Masui            |                                                                             |
| 9 juni     |                          |                                   |                        |                        |                          |                           | Cecilia af Jochnick       | Jessica Zandén                    | Kjell Sundvall          |                                                                             |
| 10 juni    |                          |                                   |                        |                        |                          |                           | Ludvig Josephson          | Thomas Di Leva                    | Jan Erik Vold           |                                                                             |
| 11 juni    |                          |                                   |                        |                        |                          | Anna-Karin Palm           | Pamela Jaskoviak          | Fransesca Quartey                 | Gunilla Kindstrand      |                                                                             |
| 12 juni    |                          |                                   |                        |                        | Peter Englund            | Jens Assur                | Timo Nieminen             | Örn Lindstrand                    | Thomas Fogdö            |                                                                             |
| 13 juni    |                          |                                   |                        |                        | Magdalena Ribbing        | Christina Claesson        | Karin Boldemann           | Jan Guillou                       | Jasenko Selimović       |                                                                             |
| 14 juni    |                          |                                   |                        |                        | Linus Tunström           | Stefan Sundström          | Nils Claesson             | Channa Bankier                    | Lill Lindfors           |                                                                             |
| 15 juni    |                          |                                   |                        |                        | Henrietta Hultén         | Margit Sahlin             | Kersti Adams-Ray          | Maria Leissner                    | Annika Thor             |                                                                             |
| 16 juni    |                          |                                   |                        |                        | David Nessle             | Bengt Emil Johnson        | Tomas von Brömssen        | Bertil Vallien                    | Joachim Berner          |                                                                             |
| 17 juni    |                          |                                   |                        |                        | Vivica Bandler           | Ulla Danielsson           | Ulla Tham                 | Anna Berger Kettner               | Peter Birro             |                                                                             |
| 18 juni    |                          |                                   |                        |                        | Andres Lokko             | Claes Eriksson            | Curre Lindström           | Maja Hagerman                     | Thord Carlsson          |                                                                             |
| 19 juni    |                          |                                   | Harald Treutiger       |                        | Lena Willemark           | Lillemor Arvidsson        | Ulrika Bengts             | Mats Johansson                    | Alexandra Pascalidou    |                                                                             |
| 20 juni    |                          |                                   | Anita Grede            |                        | Bo Carpelan              | John E Utsi               | Lotta Gröning             | Peter Harryson                    | Povel Ramel             | Hasse Alfredson                                                             |
| 21 juni    |                          | Jonas Hallberg                    | Jonas Gardell          |                        | Yukiko Duke              | Aino Trosell              | Bodil Jönsson             | Maj Ödman                         | Po Tidholm              | Elisabeth Husmark                                                           |
| 22 juni    | Eddie Skoller            | Ulrica Hydman Vallien             | Bengt Öste             |                        | Johan Norberg            | Mats Trondman             | Mark Levengood            | Stig Larsson                      | Barbara Voors           | Dilsa Demirbag-Sten                                                         |
| 23 juni    | Harry Schein             | Niklas Strömstedt                 | Lena Katarina Swanberg |                        | Marianne Goldman         | Lena Endre                | Kristina Lugn             | Inga-Lina Kuzmenko Lindqvist      | Majgull Axelsson        | Peter Carlsson                                                              |
| 24 juni    | Odd Engström             | Åsa Simma-Charles                 | Rikard Wolff           |                        | Stina Lundberg Dabrowski | Adde Malmberg             | Anders Westgårdh          | Lotta Aschberg                    | Luis Ramos-Ruggiero     | Anna-Clara Tidholm                                                          |
| 25 juni    | Helena von Zweigbergk    | Jan Silverstolpe                  | Ingalill Ehnbom        |                        | Lars Molin               | Martin Timell             | Laila Freivalds           | Daniel Brattgård                  | Åsa Kalmér              | Samuel Fröler                                                               |
| 26 juni    | Olle Edström             | Marie Nilsson                     | Ragnar Dahlberg        | Astrid Lindgren        | Kristina Lugn            | Peter Lundberg            | Kristian Luuk             | Christina Kjellsson               | Mats Karlsson           | Fredrik Lindström                                                           |
| 27 juni    | Madeleine Grive          | Peter Dalle                       | Britt Ekland           | Mark Levengood         | Maciej Zaremba           | Lilian Levin              | Michael Bjerkhagen        | Clara Block                       | Ulf Gadd                | Marita Ulvskog                                                              |
| 28 juni    | Ewa Persson              | Sven Lundin                       | Jubileumsprogram       | Lotta Insulander-Lindh | Ulf Westfal              | Magnus Hedlund            | Helena von Zweigbergk     | Björn Granath                     | Åsa Vilbäck             | Rustan Älveby                                                               |
| 29 juni    | Steffo Törnquist         | Bo Holmström                      | Göran Greider          | Johan Bergström        | Karin Parrot             | Maria-Pia Boëthius        | Lennart Ekdal             | Carina Rydberg                    | Kerstin Wigzell         | Elisabeth Ohlson                                                            |
| 30 juni    | Lars Molin               | Kristina Lugn                     | Christina Jonsson      | Olle Adolphson         | Katarina Kieri           | Bo Åkerström              | Eva Dahlgren              | Johan von Schreeb                 | Kjell Johansson         | Gustaf von Platen                                                           |
| Datum      | 1990                     | 1991                              | 1992                   | 1993                   | 1994                     | 1995                      | 1996                      | 1997                              | 1998                    | 1999                                                                        |
| 1 juli     | Karl-Erik Welin          | Birgitta Johansson-Hedberg        | Jörgen Mörnbäck        | Gunilla Röör           | Jan Sigurd               | Lotta Olsson (författare) | José Luis Ramirez         | Ann-Marie Kjellander              | Sverker Åström          | Anna Wahl                                                                   |
| 2 juli     | Mika Larsson             | Eric Gadd                         | Bertil Torekull        | Mårten Blomkvist       | Elisabeth Frick          | Ulla Skoog                | Caroline Krook            | Tarik Saleh                       | Kerstin Ekman           | Lukas Moodysson                                                             |
| 3 juli     | Lina Erkelius            | Cecilia Uddén                     | Maud Adams             | Viveca Lärn Sundvall   | Sven Lindberg            | Bo Göranzon               | Mian Lodalen              | Birgitta Dahl                     | Tommy Berggren          | Cajsa Stina Åkerström                                                       |
| 4 juli     | Jonas Gardell            | Claes Borgström                   | P-G Gyllenhammar       | Måns Herngren          | Boel Flodgren            | Fanny Danielsson          | Wille Crafoord            | Åsa Gustafsson                    | Anna Pettersson         | Mark Levengood                                                              |
| 5 juli     | Stefan Borsch            | Siw Carlsson                      | Babben Larsson         | Elsa Agélii            | Per Svensson             | Leif Boork                | Kajsa Olsson              | Hans Dalborg                      | Thomas Anderberg        | Moni Nilsson-Brännström                                                     |
| 6 juli     | Madeleine von Heland     | Carl Jan Granqvist                | Britt-Marie Mattsson   | Leif Furhammar         | Rose Lagercrantz         | Hanna Zetterberg          | Ernst Brunner             | Merete Mazzarella                 | Ludvig Josephson        | Sommar 40 år - jubileums-program med Jörgen Cederberg och Mona Lidman       |
| 7 juli     | Med Reventberg           | Kerstin Thorvall                  | Nina Yderberg          | Britt Ling             | Timo Sundberg            | Stig Arne Bäckman         | Claes Vogel               | Owe Wiktorin                      | Charlotta Cederlöf      | K.G. Hammar                                                                 |
| 8 juli     | Pelle Berglund           | Jonas Gardell                     | Ladis Müller           | Krister Henriksson     | Ulla Lyttkens            | Birgitta Edlund           | Janne Josefsson           | Lena Ackebo                       | Jojje Wadenius          | Karin Johannisson                                                           |
| 9 juli     | Christina Herrström      | Åsa Crona-Leandoer                | Lis Gartvall           | Cecilia Rydinger Alin  | Robert Gustafsson        | Osborn Bladini            | Gunilla Forsén            | Kristina Persson                  | Märit "Hiram" Huldt     | Hans-Uno Bengtsson                                                          |
| 10 juli    | Sölve Rydell             | Margit Sandemo                    | Widar Andersson        | Henrik Schyffert       | Peter-Paul Heinemann     | Rawia Morra               | Maria Wine                | Anders Jacobsson och Sören Olsson | Peter Halldorf          | Carl Bildt                                                                  |
| 11 juli    | Susanne Ljung            | Jonas Wahlström                   | Sven-Bertil Taube      | Britt Edwall           | Eva Runefelt             | Henning Johansson         | Rebecka Törnqvist         | Katarina von Bredow               | Li Li                   | Bo Sundström                                                                |
| 12 juli    | Aino Heimerson           | Börje Heed                        | Herman Lindqvist       | Carl Lidbom            | René Vázquez Díaz        | Gunilla Boëthius          | Carl Bildt                | Gunnel Lindblom                   | Inger Wikström-Lindgren | Sven-David Sandström                                                        |
| 13 juli    | Anders Björck            | Anna Wahlgren                     | Margó Ingvardsson      | Iréne Matthis          | Bengt Berg               | Bengt Toll                | Annette Kullenberg        | Stoika Hristova Zetterholm        | Tommy Rander            | Sommar 40 år - jubileums-program med Jörgen Cederberg och Elisabeth Husmark |
| 14 juli    | Charlotte Reimerson      | Ernst-Hugo Järegård               | Martin Timell          | Claes Hylinger         | Ljiljana Dufgran         | Bibi Andersson            | Lars Gunnar Erlandson     | Dilba Demirbag                    | Elin Wikström           | Liza Marklund                                                               |
| 15 juli    | Alf Mork                 | John Chrispinsson                 | Suzzie Tapper          | Kerstin Ståhl          | Björn Kjellman           | Folke Rydén               | Margaretha Wästerstam     | Janne Forssell                    | Kerstin Asp-Johnsson    | Bengt Westerberg                                                            |
| 16 juli    | Nina Lekander            | Ronny Eriksson                    | Torbjörn Säfve         | Jens Orback            | Margareta Strömstedt     | Marit Paulsen             | Christer Sturmark         | Karin Rehnqvist                   | Björn Rosengren         | Lamine Dieng                                                                |
| 17 juli    | Dag Sandahl              | Eva Bergman                       | Izabella Scorupco      | Cecilia Torudd         | Jörgen Cederberg         | Peter Swedenmark          | Ana Martinez              | Ulf Kristersson                   | Gunilla Bergström       | Torun Bülow-Hübe                                                            |
| 18 juli    | Maria Lindström          | Carouschka Streijffert            | Lasse Åberg            | Bo Strömstedt          | Ingrid Hammarlund        | Marina Steinmo            | Martin Lind               | Kerstin Lokrantz                  | Staffan Mossenmark      | Kristina Lugn                                                               |
| 19 juli    | Robert Aschberg          | Christina Lindberg                | Olov Svedelid          | Birgitta Stenberg      | Carl-Einar Häckner       | Anders Bodegård           | Malin Lagerlöf            | Stefan Grudin                     | Brita Zilg              | Jan Myrdal                                                                  |
| 20 juli    | Christina Falkengård     | Karl-Erik Welin                   | Peter Flack            | Göran Everdahl         | Eva Ström                | Staffan Westerberg        | Berndt Egerbladh          | Marika Cobbold Hjörne             | Anders Wijkman          | Sommar 40 år - jubileums-program med Jörgen Cederberg och José Luis Ramirez |
| 21 juli    | Kristina Lugn            | Jan Guillou                       | Louise Boije af Gennäs | Meg Westergren         | Ernst Billgren           | Carina Burman             | Gudrun Schyman            | Klara Grede                       | Kristina Kappelin       | Cordelia Edvardson                                                          |
| 22 juli    | Lars Engqvist            | Agneta Stark                      | Helena Bergström       | Claes Sundelin         | Susan Taslimi            | Anders Lundin             | Jan Wolf-Watz             | Horace Engdahl                    | Georg Riedel            | Johan Björkstén                                                             |
| 23 juli    | Johan Pihlgren           | Ove Andersson                     | Traste Lindén          | Vibeke Olsson          | Papa Dee                 | AnnBritt Grünewald        | Fredrik Ekelund           | Kristian Petri                    | Lisbeth Palme           | Tore Browaldh                                                               |
| 24 juli    | Björg Arnadottir         | Bim Clinell                       | Sverker Olofsson       | Erland Josephson       | Ingrid Segerstedt Wiberg | Frej Lindqvist            | Christina Doctare         | Lars Torstenson                   | Ozan Sunar              | Nane Annan                                                                  |
| 25 juli    | Peter Dahl               | Kayo                              | Agneta Bolme Börjefors | Cecilia Hagen          | Staffan V Holm           | Helle Klein               | C O Evers                 | Carin Mannheimer                  | Peggy Bruzelius         | Robyn Carlsson                                                              |
| 26 juli    | Babben Larsson           | Arne Thorén                       | Robert Broberg         | Ronny Ambjörnsson      | Sissela Kyle             | Peter Mosskin             | Linda Steneberg           | Stefan Sundström                  | Olle Ljungström         | Bo Pellnäs                                                                  |
| 27 juli    | Lars H. Gustafsson       | Cyndee Peters                     | Maria-Pia Boëthius     | Elisabeth Husmark      | Ulf Peter Hallberg       | Karin Neuschütz           | Rolf Kjellström           | Richard Swartz                    | Ann Henning Jocelyn     | "Minnen kring Sommar" med Kristin Lorentzon                                 |
| 28 juli    | Jon Skolmen              | Pelle Berglund                    | Jerzy Einhorn          | Ulf Kjell Gür          | Malou von Sivers         | Peter Stormare            | Jan Eliasson              | Mattias Klum                      | Mats Lederhausen        | Jan O. Karlsson                                                             |
| 29 juli    | Bo Setterlind            | Eva Dahlgren                      | Peter Oskarson         | Tua Forsström          | Ulf Stark                | Eva Beckman               | Annelie Gardell           | Ebba Witt-Brattström              | Jakob von Uexkull       | Monica Lindstedt                                                            |
| 30 juli    | Inger Edelfeldt          | Mats Arvidsson (kulturjournalist) | Anna Christensen       | Johan Ulveson          | Annalisa Ericson-Schildt | Oscar Hedlund             | Bengt Franzén             | Henning Mankell                   | Helena Nilsson          | Lennart Aspegren                                                            |
| 31 juli    | Lennart Engström         | Åke Stolt                         | Bengt Lindwall         | Sun Axelsson           | Max von Sydow            | Jujja Wieslander          | Amanda Ooms               | Lars Ulvenstam                    | Lars Ulvenstam          | Tommy Söderberg                                                             |
| Datum      | 1990                     | 1991                              | 1992                   | 1993                   | 1994                     | 1995                      | 1996                      | 1997                              | 1998                    | 1999                                                                        |
| 1 augusti  | Sune Nordgren            | Staffan Heimerson                 | Gunilla Linn Persson   | Lars Westman           | Peter Åström             | Gerald Nagler             | Thomas Hammarberg         | Katti Bohman                      | Filippa Kihlborg        | Robert Broberg                                                              |
| 2 augusti  | Kristina Adolfsson       | Bertil Gärtner                    | Per Olov Enquist       | Johanna Björnson       | Thomas Tidholm           | Jelena Jangfeldt          | Anna Höglund              | Folke Edwards                     | Arne Jarrick            | Lisa Ohlin                                                                  |
| 3 augusti  | Titti Nylander           | Gunde Svan                        | Viveka Adelswärd       | Ludvig Rasmusson       | Darling Desperados       | Carl-Henning Wijkmark     | Peter Emanuel Falck       | Siw Malmkvist                     | Kråke Lithander         | Maria-Pia Boëthius                                                          |
| 4 augusti  | Peter Englund            | Kikki Danielsson                  | Gunnar Birgegård       | Elisabeth Gerle        | Sharock Kamyab           | Susanne Björkman          | Per Gunnar Evander        | Arne Jarrick                      | Thomas Öberg            | Eva af Geijerstam                                                           |
| 5 augusti  | Mats Olsson (journalist) | Olof Rydbeck                      | Vlado Juras            | Folke Isaksson         | Kim Anderzon             | Calle Norlén              | Thomas Jahnke             | Jan Stenbeck                      | Göran Rosenberg         | Peter Wahlbeck                                                              |
| 6 augusti  | Alexander Bard           | Helen Alfredsson                  | Bengt Bedrup           | Lotte Möller           | Stefan Andhé             | Barbro Sandin             | Ingmarie Froman           | Anita Goldman                     | Marika Lagercrantz      | Carl Johan De Geer                                                          |
| 7 augusti  | Harriet Nordlund         | Mikael Dubois                     | Erna Möller            | Sven Hugo Persson      | Annette Kullenberg       | Bengt Nyquist             | Marianne Lindberg De Geer | Eric Gadd                         | Krister Henriksson      | Linn Ullmann                                                                |
| 8 augusti  | Peter LeMarc             | Jens A. Tellefsen                 | Göran Tunström         | Elisabeth Söderström   | Sara Kadefors            | Nina Burton               | Clara Mannheimer          | Christina Jutterström             | Sholeh Irani            | Bengt Lindqvist                                                             |
| 9 augusti  | Göran Byttner            | Jan Danielsson                    | Gunnar Brusewitz       | Bengt Packalén         | Mari Boine               | Sune Nordgren             | Arne Hegerfors            | Göran Persson                     | Bea Uusma Schyffert     | Kerstin Bäck                                                                |
| 10 augusti | Kajsa Olsson             | Agneta von Schinkel               | Camilla Henemark       | Anna-Lena Brundin      | Peter Wahlqvist          | Tuva Korsström            | Charlotte Gyllenhammar    | Carina Burman                     |                         | Kjell Höglund                                                               |
| 11 augusti | Birgitta Stenberg        | Bengt Anderberg                   | Lena Liljeborg         | Jonas Forssell         | Ewa Fröling              | Ture Rangström            | Sixten Nordström          |                                   |                         | Nuno Lopes                                                                  |
| 12 augusti | Ulf Wickbom              | Bodil Malmsten                    | AnnBritt Grünewald     | Åsa Beckman            | Bill Friman              | Camilla Henemark          |                           |                                   |                         | Karolina Ramqvist                                                           |
| 13 augusti | Colette Dahl             | Bodil Jönsson                     | Bodil Jönsson          | Mikael Samuelson       | Marie-Louise Samuelsson  | Tobias Berggren           |                           |                                   |                         | Bo Hansson                                                                  |
| 14 augusti | Thomas Tidholm           | Stefan Daagarsson                 | Mona Sahlin            | Sigrid Combüchen       | Hans Alfredson           |                           |                           |                                   |                         | Anders Lundin                                                               |
| 15 augusti | Jan Stenbeck             | Christina Rosenqvist              | Kent Andersson         | Rolf Wohlin            | Dan Wolgers              |                           |                           |                                   |                         | Per Gunnar Evander                                                          |
| 16 augusti | Gerda Antti              | Maria Borelius                    | Lars Ulvenstam         | Kajsa Olsson           | Birgitta Ulfsson         |                           |                           |                                   |                         | Barbro Smeds                                                                |
| 17 augusti | Camilla Lundberg         | Kent Andersson                    |                        | Niklas Rådström        | Stephen Farran-Lee       |                           |                           |                                   |                         | Simon Irvine                                                                |
| 18 augusti | Kent Andersson           | Lars Ulvenstam                    |                        | Katarina Frostenson    | Inger Grimlund           |                           |                           |                                   |                         | Kelly Tainton                                                               |
| 19 augusti | Lars Ulvenstam           |                                   |                        | Peter Kihlgård         | Bengt Gustafsson         |                           |                           |                                   |                         | Marie-Louise Ekman                                                          |
| 20 augusti |                          |                                   |                        | Marie-Louise Ekman     | Claire Wikholm           |                           |                           |                                   |                         | Amanda Ooms                                                                 |
| 21 augusti |                          |                                   |                        | Gösta Ekman            | Bengt Emil Johnson       |                           |                           |                                   |                         | Anne Holt                                                                   |
| 22 augusti |                          |                                   |                        | Bodil Malmsten         |                          |                           |                           |                                   |                         | Lars Ulvenstam                                                              |